# The Black Dahlia (mord)
 Denne artikel omhandler mordet på Elizabeth Short. Opslagsordet har også en anden betydning, se Black Dahlia.
Elizabeth Short (29. juli 1924 – ca. 14. januar 1947) var en amerikansk kvinde, som blev offer for et grusomt og meget omtalt mord. Hun fik tilnavnet Black Dahlia, efter at hun flyttede til Californien. Short blev fundet lemlæstet og parteret den 15. januar 1947 i Leimert Park i Los Angeles i Californien. Mordet, som stadig er uopklaret, har været kilde til udbredt spekulation, adskillige bøger og film.

## Tidlige liv
Elizabeth Short var den tredje af fem piger. Hun blev født i Hyde Park i Massachusetts, og hendes far byggede minigolfbaner til 1929 krakket. I 1930 parkerede han sin bil på en bro og forsvandt.  Los Angeles Times' omtale fik nogle til at tro, at han havde begået selvmord. Senere blev det opdaget, at han var i live. Elizabeth Short voksede op i Medford i Massachusetts. Hendes mor, Phoebe Mae, flyttede familien til en lille lejlighed og fandt arbejde som bogholder. Plaget af astma og bronkitis blev den 16 år gamle Elizabeth sendt til Florida om vinteren og tilbragte de næste tre år der i de kolde måneder og i Medford resten af året, mens hun arbejdede som servitrice. I en alder af 19 rejste hun til Vallejo i Californien for at bo hos sin far, der arbejdede ved Mare Island Naval Shipyard. De to flyttede til Los Angeles i begyndelsen af 1943, men efter et skænderi forlod hun sin far og fik et job på et postkontor på Camp Cooke (nu Vandenberg Air Force Base) ved Lompoc. Hun flyttede derefter til Santa Barbara, hvor hun blev arresteret den 23. september 1943 for drikkeri som mindreårig og blev sendt tilbage til Medford af myndighederne. I de få år der fulgte, boede hun i Florida med lejlighedsvise ture tilbage til Massachusetts. Hun arbejdede mest som servitrice.
I Florida mødte hun major Matthew M. Gordon Jr., som var en del af 2. Air Commando og under uddannelse til indsættelse i Kina, Burma og Indien.  Gordon skrev et brev til venner fra Indien, der fortalte, at han ville fri, mens han var ved at komme sig efter et flystyrt under et forsøg på at redde en nedskudt pilot. Han var ifølge nekrologen i Pueblo, Colorado avis tildelt en Silver Star, Distinguished Flying Cross, Bronze Star medalje -  15 oak leaf clusters og Purple Heart. Hun sagde ja, men han døde i et flystyrt den 10. august 1945, før han kunne vende tilbage til USA. Beth forskønnede denne historie ved at sige, at de var gift og havde et barn, der døde. Selv om Gordons venner i the air commando bekræftede, at Gordon og Short var forlovet, nægtede hans familie  enhver forbindelse.
Elizabeth Short rejste tilbage til det sydlige Californien i juli 1946 for at besøge en gammel kæreste, hun havde mødt i Florida under krigen. Lt Gordon Fickling var stationeret i Long Beach. Et halvt år før sin død, var hun hovedsagelig i Los Angeles området. Hun boede på flere hoteller, i boligblokke, i campinghuse og private hjem. Hun opholdt sig aldrig mere end et par uger nogen af stederne.

## Mordet og efterspil
Elizabeth Shorts lig blev fundet den 15. januar 1947 i Leimert Park i to dele og tømt for blod. Hendes ansigt var skåret fra mundvigene mod ørerne, og hun var placeret med hænderne over hovedet og albuerne i rette vinkler. Obduktionen anførte, at hun var 5 '5 " høj og vejede 115 pund, med dårlige og ødelagte tænder, lyseblå øjne og brunt hår.
Elizabeth Short blev begravet på Mountain View Cemetery i Oakland i Californien. Da hendes søstre var voksne og gift, flyttede hendes mor til Oakland for at være i nærheden af sin datters grav. Hendes mor vendte omsider tilbage til østkysten i 1970'erne og levede, til hun var i 90'erne.

## Rygter og populære misforståelser
Ifølge oplysninger i pressen kort efter mordet fik Elizabeth Short tilnavnet "Black Dahlia" på et Long Beach apotek i sommeren 1946 som et ordspil på den aktuelle film The Blue Dahlia. Men Los Angeles County distriktsanklager rapporterede at tilnavnet blev opfundet af journalister, der dækkede mordet. Short var ikke kendt som "Black Dahlia" i sin livstid.
En række mennesker, hvoraf ingen kendte Short, kontaktede politiet og aviser, og påstod at have set hende under den såkaldte "forsvundet uge" mellem tidspunktet for hendes forsvinden 9. januar og den tid, hendes lig blev fundet den 15. januar. Politi- og distriktsanklager-efterforskere udelukkede disse påståede observationer.
Mange "true crime" bøger hævder, at Short boede i eller besøgte Los Angeles på forskellige tidspunkter midt i 1940'erne, og disse udtalelser er aldrig dokumenteret, og de modbevises af de myndigheder, der undersøgte sagen. Et dokument hos Los Angeles County distriktsanklager med titlen "Bevægelser af Elizabeth Short før 1. juni 1946", hedder det, at Short var i Florida og Massachusetts fra september 1943 i de første måneder af 1946, og giver en detaljeret redegørelse for hendes liv og arbejde i den periode.
Selv om mange tror, og mange True Crime bøger portrætterer Short som prostitueret, fastslår en rapport fra distriktsanklagerens grand jury, at der ikke findes beviser på det.
Et andet udbredt rygte hævder, at Short ikke var i stand til at have samleje på grund af en genetisk defekt, der gav hende med "infantile kønsorganer." I Los Angeles County distriktsanklagerens sagsakter fremgår det, at efterforskerne havde udspurgt tre mænd, som Short havde dyrket sex med, herunder en chicagopolitimand, som var mistænkt i sagen.  FBI’s filer indeholder også en erklæring fra en af Shorts påståede elskere. Ifølge Los Angeles politiets resumé af sagen, beskrives Shorts kønsorganer som anatomisk normale i den gamle obduktionsrapport i distriktsanklagerens filer. Obduktionen viste også, at Short ikke var og aldrig havde været gravid, i modsætning til hvad der hævdedes.
Lægens filer indeholder følgende-: 
Læge Schwartz seneste udtalelse: han studerede kirurgi og at offeret ikke var patient hos ham, men at hun var patient hos Arthur McGinnis Fought, der behandlede offeret for problemer med de bartholinske kirtler, og at han ikke ønskede at have noget med hende at gøre. Han erklærede, at kirtlen smurte skeden, og at doktor Fought havde hævdet, at, det kunne betyde, at hun ikke havde haft samleje med mænd .

## Mistænkte
LAPD stod for drabsefterforskningen, som var den mest omfangsrige siden mordet på Marion Parker i 1927. Efterforskningen involverede hundredvis fra myndighederne. Opsigtsvækkende og undertiden urigtig pressedækning og karakteren af forbrydelsen, skabte intens offentlig opmærksomhed. Da sagen fortsat havde offentlighedens opmærksomhed, var mange foreslået som Shorts morder ligesom Jack the Ripper mordene.

## Mulige relaterede mord
Nogle krimiforfattere har spekuleret på en sammenhæng mellem Short-mordet og Cleveland Torso-mordet, også kendt som “Kingsbury Run-mordet” i Cleveland mellem 1934 og 1938. De oprindelige LAPD-efterforskere undersøgte sagen i 1947 og afviste enhver sammenhæng mellem de to, som de gjorde med et stort antal drab, der fandt sted før og langt ind i 1950'erne.
Andre krimiforfattere, som blackdahliasolution.org og Steve Hodel, har foreslået en forbindelse mellem Short-mordet og mordet på den seksårige Suzanne Degnan i Chicago i 1946. Disse forfattere nævner, at Elizabeth Shorts lig blev fundet på Norton Avenue, tre blokke vest for Degnan Boulevard som chicagopigens efternavn. William Heirens, som i øjeblikket ???? afsoner sin dom for Degnan mordet. Han var 17, da politiet anholdt ham for at bryde ind tæt på Suzanne Degnan. Men han hævder, at han blev tortureret af politiet, tvunget til at tilstå  og at det er den eneste grund til han har fået skylden for mordet.

## Bøger, film og andre medier

### Tilpasninger
- 1975 tv-film om Black Dahlia af Robert Lenski og Lucie Arnaz er en meget fiktionaliseret version af mordet. Mange detaljer blev ændret. Flere personer som Shorts mor og Red Manley, som bragte Short fra San Diego til Los Angeles, nægtede at underskrive udgivelsesrettigheder til studiet.
- Take 2 Interactive offentliggjort computerspillet, Black Dahlia, i 1998. The puzzle-baserede adventurespil forbandt Elizabeth Short mordet med nazister og okkulte ritualer, som spilleren skulle undersøge. Spillet af Dennis Hopper, hvis svigersøn var en af selskabets ejere, og Teri Garr. Det forbinder også mordet på den berygtede Cleveland Torso morder, selv om torsoen fra mordet blev ændret til at passe ind i historien.
- En film af Brian De Palma, The Black Dahlia, der er baseret på James Ellroy-romanen beskrevet nedenfor, en film med stjerner som Josh Hartnett, Aaron Eckhart, Scarlett Johansson, Hilary Swank, og Mia Kirshner som Elizabeth Short blev udgivet i september 2006.

Udvalgte referencer i andre medier

### Tv og film
- Sagen har inspireret noir filmen The Blue Gardenia 1953, herunder en titel sang sunget af Nat King Cole.
- I det trettende episode af sæson 4 i tv-serien Hunter, Sgt. Rick Hunter (Fred Dryer) undersøger sagen der drejer sig om The Black Dahlia
- I serien American Horror Story (2011) 1. sæson (Murder House) omtales The Black Dahlia og Elizabeth Short. Et af sæsonens afsnit omhandler Elizaneth Shorts død i "Murder House" og hun fremgår som et af de mange "spøgelser" der bor i huset.

### Musik
- Bob Belden’s album fra 2001 Black Dahlia trækker inspiration fra sagen til en humørsyg, noir score opdelt i 12 dele, der viser hendes liv.
- I 2002 skaber musiker Marilyn Manson en række af akvarel malerier baseret på mordet.
- The Black Dahlia Murder - band

Podcast serie * The Root of Evil *